# Alue Geudong
Alue Geudong is een bestuurslaag in het regentschap Aceh Utara van de provincie Atjeh, Indonesië. Alue Geudong telt 184 inwoners (volkstelling 2010).